# C'est bon signe
 (octobre 2016).
Si vous disposez d'ouvrages ou d'articles de référence ou si vous connaissez des sites web de qualité traitant du thème abordé ici, merci de compléter l'article en donnant les références utiles à sa vérifiabilité et en les liant à la section « Notes et références ».
C'est bon signe est une série jeunesse française, animée par Luca Gelberg, diffusée à la télévision sur Gulli et Canal J.

## Principe de l'émission
Entouré de ses amis, Luca, adolescent sourd, raconte sur un ton décalé, ses histoires de cœur, ses déboires avec les nouvelles technologies ou encore avec le métro.

## Diffusion
L'émission est diffusée tous les jours sur Gulli et Canal J.

## Émissions

### Saison 1 (2016)
- Réalisation : Steve Lafuma

| №  | #  | Titre               |
| -- | -- | ------------------- |
| 1  | 1  | Moi, c'est Luca     |
| 2  | 2  | Le réveil           |
| 3  | 3  | Le téléphone        |
| 4  | 4  | Le cinéma           |
| 5  | 5  | L'interphone        |
| 6  | 6  | Dialogues de sourds |
| 7  | 7  | La pipelette        |
| 8  | 8  | La fille            |
| 9  | 9  | L’interprète        |
| 10 | 10 | Balade en ville     |
| 11 | 11 | La musique          |
| 12 | 12 | Au supermarché      |
| 13 | 13 | Ô douleur !         |

## Fiche technique
- Producteurs délégués : Candice Souillac, Joan Faggianelli
- Société de production : J2F Production
- Réalisation : Steve Lafuma
- Présentateur : Luca Gelberg
- Comédiens : Luca Gelberg, Bruni Makaya, Delphine Lacheteau, Mathis Sauzeat, Elena Plonka
- Voix off : Thomas Guy
- Interprète LSF : Marion Devesly
- Chargés de Production : Antoine Garcia
- Conception Lumières : Steve Lafuma
- Directeur de la photographie : Steve Lafuma
- Cadreur : Steve Lafuma
- Mixeur : Renaux Natkin
- Chef Monteur : Gilles Bachellerie
- Auteurs : Steve Lafuma, Ilana Timstite, Candice Souillac, Joan Faggianelli
- Habillage : Julie Montmessin, Florian Senand
- Direction des programmes : Caroline Cochaux
- Directrice des antennes : Caroline Mestik
- Directrice des productions chaînes : Magali Torrice-Vinson
- Production chaîne : Camille Prévot

## Distinctions
Le 8 Juin 2017, la série obtient une mention au Prix Média Enfance Majuscule 2017 , lors de la soirée de remise des prix organisée à l’espace Landowski de Boulogne, et animée par Michel Cymes, parrain d’Enfance Majuscule, Boris Cyrulnik, parrain du Prix, et Patricia Chalon, présidente de l’association Enfance Majuscule